# Suck It and See
Suck It and See — четвертий студійний альбом англійського гурту Arctic Monkeys, випущений 6 червня 2011 року лейблом Domino Records. Пісні альбому були написані фронтменом Алексом Тернером у 2010 році на акустичній гітарі у своєму, на той час, будинку в Брукліні. Запис альбому відбувався у Лос-Анджелесі у студії Sound City Studios давнім колегою гурту Джеймсом Фордом на початку 2011 року, з використанням переважно живих дублів (на відміну від накладання). Назва альбому, британська фраза, що означає «спробуй», була сприйнята як провокаційна у Сполучених Штатах через те, що її неправильно витлумачили як відсилання до феляції і згодом була піддана цензурі в деяких місцях. На обкладинці альбому чорним кольором на кремовому тлі зображено назву альбому.
Альбом «Suck It and See» отримав загалом позитивні відгуки від музичних критиків, багато хто назвав його кращим за попередній. Критики загалом схвалювали стилістичні зміни гурту, хоча думки щодо текстів пісень Тернера розділилися. Він став четвертим поспіль дебютним альбомом гурту у Великій Британії, який отримав платинову сертифікацію і другим альбомом у топ-15 у США. Після релізу на підтримку альброму було випущено декілька синглів: «Don't Sit Down 'Cause I've Moved Your Chair», «The Hellcat Spangled Shalalala», «Black Treacle» та однойменний трек Suck It and See; також гурт відправився у світовий тур та взяв участь у кількох телевізійних виступах.

## Список пісень
| #   | Назва                                         | Тривалість |
| --- | --------------------------------------------- | ---------- |
| 1.  | «She's Thunderstorms»                         | 3:55       |
| 2.  | «Black Treacle»                               | 3:35       |
| 3.  | «Brick by Brick»                              | 2:59       |
| 4.  | «The Hellcat Spangled Shalalala»              | 3:00       |
| 5.  | «Don't Sit Down 'Cause I've Moved Your Chair» | 3:04       |
| 6.  | «Library Pictures»                            | 2:22       |
| 7.  | «All My Own Stunts»                           | 3:52       |
| 8.  | «Reckless Serenade»                           | 2:43       |
| 9.  | «Piledriver Waltz»                            | 3:24       |
| 10. | «Love Is a Laserquest»                        | 3:12       |
| 11. | «Suck It and See»                             | 3:46       |
| 12. | «That's Where You're Wrong»                   | 4:17       |

| Японські бонус-треки | Японські бонус-треки             | Японські бонус-треки |
| #                    | Назва                            | Тривалість           |
| -------------------- | -------------------------------- | -------------------- |
| 13.                  | «The Blond-O-Sonic Shimmer Trap» | 3:28                 |

## Учасники запису
- Алекс Тернер — вокал, гітара
- Джеймі Кук — електро-гітара
- Нік О'Меллі — бас-гітара, бек-вокал
- Мет Хелдерс — барабани, бек-вокал, основний вокал в пісні «Brick by Brick»

## Чарти
| Charts (2011)                                        | Найвища позиція |
| ---------------------------------------------------- | --------------- |
| Австралія Australian Albums (ARIA)                   | 4               |
| Австрія Austrian Albums (Ö3 Austria)                 | 12              |
| Бельгія Belgian Albums (Ultratop Flanders)           | 2               |
| Belgian Alternative Albums (Ultratop Flanders)       | 2               |
| Бельгія Belgian Albums (Ultratop Wallonia)           | 9               |
| Канада Canadian Albums (Billboard)                   | 12              |
| Данія Danish Albums (Hitlisten)                      | 2               |
| Нідерланди Dutch Albums (MegaCharts)                 | 6               |
| Dutch Alternative Albums (Mega Alternative Top 30)   | 1               |
| Фінляндія Finnish Albums (Suomen virallinen lista)   | 34              |
| Франція French Albums (SNEP)                         | 7               |
| Греція Greek Albums (IFPI)                           | 38              |
| Німеччина German Albums (Offizielle Top 100)         | 10              |
| Ірландія Irish Albums (IRMA)                         | 3               |
| Італія Italian Albums (FIMI)                         | 28              |
| Japanese Albums (Oricon)                             | 12              |
| Mexican Albums (Top 100 Mexico)                      | 27              |
| Нова Зеландія New Zealand Albums (Recorded Music NZ) | 7               |
| Норвегія Norwegian Albums (VG-lista)                 | 4               |
| Португалія Portuguese Albums (AFP)                   | 7               |
| Шотландія Scottish Albums (OCC)                      | 1               |
| Іспанія Spanish Albums (PROMUSICAE)                  | 10              |
| Швеція Swedish Albums (Sverigetopplistan)            | 33              |
| Швейцарія Swiss Albums (Schweizer Hitparade)         | 8               |
| Велика Британія UK Albums (OCC)                      | 1               |
| Велика Британія UK Independent Albums (OCC)          | 1               |
| США Billboard 200                                    | 14              |
| США Independent Albums (Billboard)                   | 4               |
| США Top Alternative Albums (Billboard)               | 5               |
| США Top Rock Albums (Billboard)                      | 6               |
| США Top Tastemaker Albums (Billboard)                | 2               |

| Чарт (2011)                                    | Позиція |
| ---------------------------------------------- | ------- |
| Belgian Albums (Ultratop Flanders)             | 46      |
| Belgian Alternative Albums (Ultratop Flanders) | 21      |
| Danish Albums (Hitlisten)                      | 91      |
| French Albums (SNEP)                           | 129     |
| UK Albums (OCC)                                | 50      |